# Global Media Group
Global Media Group (früher Controlinveste) ist eine portugiesische Holdinggesellschaft im Bereich Medien. Der Sitz des Unternehmens ist an der Avenida da Liberdade in Lissabon, am Praça Marquês de Pombal.

## Unternehmens-Entwicklung
Die Global Media Group ist von Medienmogul Joaquim Oliveira 2005 zunächst als Controlinveste aus dem Unternehmen Olivedesportos, das er zuvor 1984 gegründet hatte, heraus entstanden. Es ist heute einer der größten Medienkonzerne in Portugal, mit Präsenz in den Bereichen Presse, Rundfunk, Fernsehen und Internet. Die Gruppe verwaltet auch eine vielfältige Reihe von Beteiligungen an Unternehmen in der Werbung, Medienkommunikation, Content-Produktion und Design, sowie Telekommunikation und Sport.
Im Jahr 1994 startete Controlinveste seinen ersten Pressetitel, die Sport-Tageszeitung O Jogo. 1998 startet mit Sport TV, in Partnerschaft mit der RTP und ZON Multimédia, ein Pay-TV-Kanal, der sich ausschließlich auf den Sport konzentriert. Mit der wachsenden Bedeutung von Internet und Multimedia hat das Unternehmen 2001 zusammen mit Portugal Telecom das Unternehmen Sportinveste Multimédia gegründet. Dieses Unternehmen ist verantwortlich für die Verwaltung von digitalen Multimedia-Operationen der beiden führenden Fußballvereine in Portugal, FC Porto und Sporting Lissabon. Angesichts des großen Erfolgs dieses Fernsehsenders, wurden in jüngerer Zeit die Kanäle Sport TV2, Sport TV3 und Sport TV HD eingeführt.
Die Global Media Group hält wichtige aktive Beteiligungen im Bereich der Fernseh-Übertragungsrechte für Wettbewerbe im Profifußball in Portugal und im Ausland (wie z. B. das National-Team, Primeira Liga, Taça de Portugal, Liga-Pokal, Champions-League und UEFA Cup) sowie Sponsoring- und Werberechte im Sport. Unter der Führung von Joaquim Oliveira, veröffentlicht das Medienunternehmen Zeitungen wie Diário de Notícias, Jornal de Notícias, die 24Horas und O Jogo und Zeitschriften wie Volta ao Mundo und Evasões.
Im November 2013 wurde die Gruppe Controlinveste umstrukturiert und verkaufte alle ihre Zeitungen an die Global Media Group, darunter Diário de Notícias, Jornal de Notícias, O Jogo, Açoriano Oriental und den Radiosender TSF. Investoren sind eine angolanische Gruppe unter Führung von António Mosquito mit einer Beteiligung von 27,5 %, sowie Luis Montez (15 %) und die beiden Banken Banco Comercial Português und Novo Banco (jeweils 15 %). Der Gründer und bisherige Alleinbesitzer Joaquim Oliveira hält weiterhin 27,5 % an der Mediengruppe. Der Sport-Bezahlsender Sport TV war vom Deal ausgeschlossen.
Die Gruppe, neben den Zeitungen und Zeitschriften, auch einen Anteil an der Nachrichtenagentur Lusa, außerdem zwei Druckereien (Funchalense in Lissabon und NavePrinter in Porto), sowie zwei Presse-Vertriebsgesellschaften.

## Gruppe Global Media
Zur Gruppe gehörten bis September 2015 folgende Medien. Hier die wichtigsten:
- Açoriano Oriental (älteste Zeitung Portugals auf den Azoren)
- Diário de Notícias (Tageszeitung)
- Dinheiro Vivo (Online-Finanznachrichten)
- DN Madeira (Tageszeitung auf Madeira)
- Evasões (Monatsmagazin)
- Jornal de Notícias (Tageszeitung)
- Jornal do Fundão (Regionalzeitung)
- O Jogo (Sport-Tageszeitung)
- Ocasião-Classificados (Anzeigenzeitung)
- Sport TV (Pay-TV Sport)
- TSF (Hörfunksender)
- Volta ao Mundo (Reisemagazin)